# Eva Decastelo
Eva Decastelo, rozená Aichmajerová, (* 12. září 1978 Litoměřice) je česká herečka, modelka, moderátorka a bývalá pornoherečka. Jejím manželem byl od roku 2009 publicista René Decastelo, s nímž má dvě děti – Michaela a Zuzanu. V letech 2022 až 2025 byl jejím partnerem Tomáš Třeštík.

## Biografie
Navštěvovala víceleté gymnázium, během studia ovšem přestoupila na střední pedagogickou školu v Litoměřicích, kde absolvovala rodinný obor. Od svých 13 let se začala věnovat modelingu a natáčení reklam. Již během střední školy poprvé odjela do USA, avšak tato cesta nebyla jen pracovní, ale především kvůli cestování, poznávání jiné kultury a jazyka, kde později přijala nabídku fotografování pro magazín Penthouse a Hustler.

## Herecká kariéra

### Divadlo
V roce 1997 vyhrála konkurz v Divadle Na zábradlí na roli Seňority v komedii Jana Krause Nahniličko. Účinkovala také v muzikálu Brouci aneb Evangelium podle Beatles v Divadle Spirála na Pražském výstavišti v roli Lucy.

### Film a televize
Jako herečka se objevila především v zahraničních filmech a televizních snímcích – hrála například druhou hlavní roli v kanadském pokračování televizního seriálu Xena, který se nyní jmenuje Ariana's quest, či v americkém seriálu Immortal s hercem Lorenzem Lamasem, ale také v americké sci-fi minisérii Children of Dune. Z české filmové tvorby hrála ve filmech Panic je nanic nebo Bolero. Také ztvárnila jednu z vedlejších rolí v seriálu TV Nova Ulice.

### Erotická kariéra
Jako pornoherečka pod uměleckým jménem Eva Major se živila, dle svých slov, asi jeden rok v USA. Zaměřovala se zde hlavně na masturbační a lesbické scény. V letech 1998–2003 hrála ve čtyřech erotických filmech. Na titulní straně časopisu Playboy se objevila v letech 2000 a 2018.

## Moderátorská kariéra
V roce 2000 spolu s moderátorem Vítkem Havlišem moderovala pravidelný pětihodinový sobotní pořad na Radiu North Music a později se opět spolu objevovali v pořadu TV Nova Snídaně s Novou (2005–2006). Na Nově také v roce 2005 moderovala reality show Big Brother, kde v každém díle uváděla zprávy o dění ve vile. Na Primě uváděla pořady Extra (2006–2007) a Nekonečná šance (2006–2008). Od roku 2003 doposud moderuje na Óčku pořady Inbox a Stylissimo a na TV Barrandov má vlastní autorský pořad Maminka. Od roku 2014 moderuje na tuzemské stanici HarmonieTV pořad s názvem Showlife.

## Ostatní činnost
Pracovala jako hlavní produkční firmy Zipo film, kde produkčně zajišťovala natáčení reklamních spotů, foto produkcí, vernisáží apod., ale také spolupracovala na amerických velkofilmech Affair of the Necklace a Van Helsing, kde pracovala jako office co-ordinator pro speciální efekty.

## Filmografie

### Herečka
- 1997 Mandragora
- 1998 Dark Confessions (Temné zpovědi, role Lily)[7]
- 2000 Rage of the Innocents (Vášeň nevinných, role Anny)[8]
- 2001 The Immortal (televizní seriál), Dakota Bound (Únik z okovů, role Mirandy)[9]
- 2002 Feuer, Eis & Dosenbier, Starfire Mutiny (videofilm), Children of Dune (televizní seriál) (Děti planety Duna/Děti Duny), The Final Victim (Poslední oběť, role Dany)[10]
- 2004 Ariana's Quest (Arianin souboj, televizní film), Bolero
- 2005 Ulice (televizní seriál), Panic je nanic
- 2006 Prachy dělaj člověka
- 2007 Trapasy (televizní cyklus České televize)
- 2008 Černá sanitka (televizní seriál)
- 2009 Pátá žena (role Zoe), Svědomí Denisy Klánové
- 2011 L'Infiltré (agentka DST)
- 2013 Jedlíci aneb Sto kilo lásky
- 2014 Lovci a oběti
- 2016 Musíme se sejít, Ohnivý kuře (televizní seriál TV Prima)
- 2020 Slunečná (televizní seriál TV Prima)

### Výroba
- 2001 24 (road movie), zástupce vedoucího výroby
- 2001 The Affair of the Necklace (Aféra s náhrdelníkem), asistentka produkce

Účinkování
- 2006 Extra (TV cyklus), reportérka
- 2010 Rytmus, hudební klip Zlatokopky (role)